# Fantomex
Fantomex est un super-héros appartenant à l'univers de Marvel Comics. Il a été créé par Grant Morrison et Igor Kordey dans New X-Men #128 en 2002.
Selon les auteurs, Fantomex est inspiré du comics italien Diabolik et de Fantomas.

## Biographie du personnage
Charlie Cluster-7 (aussi connu sous le nom de Jean-Philippe, car il se fait passer pour un Français) est l'Arme XIII du projet Weapon Plus, qui travaille sur des expérimentations d'hybrides cyborgs depuis la fin des années 1930.
Il est né et a grandi dans le Monde, un environnement hermétique qui a servi de base de données pour les Sentinelles.
Lors de sa première apparition, Fantomex, décrit comme un voleur professionnel, chercha refuge à la X-Corporation parisienne. Il fut blessé et le Professeur Xavier ne put lire ses pensées (à cause de son masque cybernétique).
Il proposa à Xavier de lui vendre des informations récupérées en France et de l'aider à détruire l'Arme XII, échappée dans le Tunnel sous la Manche, et qui a déjà corrompu mentalement de nombreux voyageurs. Fantomex fut obligé de tuer Darkstar et toutes les personnes liées à la créature avant de pouvoir neutraliser l'Arme XII. À la fin du combat, Jean Grey découvrit que Fantomex était l'Arme XIII et qu'il était lui aussi captif du transport spécial dont venait de s'échapper l'Arme XII avant de le laisser s'en aller.
On le revit en Afghanistan où il tentait de voler la liste des marchands d'esclaves qu'il comptait faire chanter par la suite. Il découvrit la jeune mutante Dust et la confia à Wolverine.
Plus tard, il recontacta Wolverine et lui offrit des informations sur son passé s'ils éliminaient ensemble l'Arme XV, ajoutant par ailleurs qu'il n'était pas l'arme "X" mais l'arme X : 10. En compagnie de Cyclope, ils s'infiltrèrent dans le Monde, un laboratoire secret où le temps est altéré. Ultimaton (l'Arme XV) s'enfuit sur une station orbitale, et le trio la poursuivit. Wolverine eut alors accès à la database du Projet Arme Plus (où il apprit qu'il était responsable du massacre d'un village entier au Canada quand il était sous contrôle de l'Arme X) et il détruisit la base, alors qu'Ultimaton est encore à l'intérieur.
De retour sur Terre, Fantomex et Cyclope refirent équipe contre la Confrérie de Xorn, qui avait lancé une attaque terroriste contre la ville de New York.
Plus tard, Fantomex, à la recherche du directeur de l'Arme Plus, John Sublime, emmena Wolverine et l'Agent Zéro sur le site dévasté de Roanoke, le village-test. Là, ils furent attaqués par les hommes de Sublime, et Fantomex fut laissé pour mort.
Il survécut pourtant et, depuis, il a aidé Mystique.
On le retrouva durant le Dark Reign luttant contre le Monde devenu autonome et créant des armes, dont l'arme XVI, un gaz transformant en espèce de zombie ceux qui l'inhalent. Il aida Noh-Varr, venu avec Wolverine stopper le Monde et empêcher Osborn de s'en emparer, puis une fois le Monde et les agents du H.A.M.M.E.R vaincu, il miniaturisa le labo grâce à un appareil volé à Fatalis, et le cacha à l'insu de tous.
Plus tard, Fantomex fut engagé par un jeune mutant pour traquer un Predator X vivant dans les tunnels des Morlocks. De fil en aiguille, il s'allia avec les X-Men qui eux pourchassaient les créateurs du Predator. Ensemble, ils luttèrent contre John Sublime. Il s'installa un temps sur l'île d'Utopia, où il aida les mutants à repousser les armées Sentinelles de Bastion. Prouvant une nouvelle fois sa valeur, Wolverine l'intégra à son équipe secrète.

### Membre de X-Force
Sa première mission consista à éliminer un enfant clone d'Apocalypse, endoctriné par le Clan Akkaba sur leur base lunaire. Une fois le clan vaincu, personne ne put se résoudre à tuer l'enfant, et c'est Fantomex qui porta le coup fatal, de sang froid.
Quelque temps plus tard, Fantomex réalisa qu'une présence nommée Weapon Infinity avait commencé à manipuler le cours du temps au sein du Monde (en réalité transformant les super-héros en cyborgs de type Deathlok). X-Force déjoua le plan. On apprit aussi que Fantomex avait cloné l'enfant, pour voir si ce dernier pouvait devenir un héros s'il était élevé dans un environnement positif, dans le Monde.
X-Force lutta aussi contre son membre Archangel, possédé par son maître et voulant devenir le nouvel Apocalypse. Il enleva sa petite amie et équipière, Psylocke, pour en faire sa reine, la Mort. Fantomex sauva l'équipe et développa une liaison avec sa partenaire Psylocke, et cette dernière fut contrainte d'effacer tout souvenir à l'ancien X-Man, grâce à l'artefact des Céleste, une Graine de Vie, qui le sauva de la mort.
Fantomex fut ensuite arrêté par Captain Britain qui le qualifia de menace dimensionnelle. Il fut sauvé par Psylocke qui se retourna contre ses frères. Ils rencontrèrent Weapon III et tuèrent un sorcier démoniaque (une incarnation future de Jamie Braddock).
Quand Psylocke fut capturée par la Confrérie des mauvais mutants menée par Daken, Fantomex se sacrifia pour lui permettre de s'échapper. La connexion neurale ayant été coupée avec E.V.A., le vaisseau prit alors forme humaine.

## Pouvoirs
- Le système nerveux de Fantomex est lié à celui de son vaisseau techno-organique E.V.A. Tous deux fonctionnent en symbiose et possèdent une télépathie personnelle. Fantomex peut prendre le contrôle d'E.V.A. en se concentrant (mais il ne voit alors qu'en noir et blanc). E.V.A. est un vaisseau intelligent et armé, pouvant changer de forme.
- Fantomex peut mentalement créer des illusions très réalistes.
- Fantomex possède plusieurs cerveaux, lui permettant de faire plusieurs choses en même temps, et son sang est nano-actif, pouvant réparer son système nerveux ou celui d'E.V.A. si ceux-ci sont endommagés. Quand il rentre en transe, il peut s'opérer tout seul.
- Son audition dépasse celle d'un humain. Il est aussi capable de lire le langage corporel de ses adversaires.
- Son casque empêche les intrusions télépathiques.
- Fantomex est un tireur d'élite, d'une discrétion fantastique, et un superbe combattant au corps à corps. Il est toujours équipé de pistolets.
- Ses compétences physiques sont remarquables sur le plan d'un simple humain.